# Salvia divinorum
Sauge divinatoire, Sauge des devins
Espèce
Classification phylogénétique
Salvia divinorum, la Sauge divinatoire, est une espèce de plantes à fleurs du genre Salvia et de la famille des Lamiaceae. C'est une plante herbacée originaire du Mexique. Elle est connue pour ses effets psychotropes enthéogènes ; elle est utilisée dans un cadre mystique traditionnellement chez les Mazatèques lors de rites religieux de divination et de curation.
Elle est également appelée Sauge des devins, Feuilles de la bergère (Hojas de la pastora en espagnol), Feuilles de la Vierge, Herbe de Marie (hierba de Maria en espagnol), Ska Maria pastora (en mazatèque), Pipiltzintzintli (nom aztèque, supposé), Menthe magique (Magic Mint), Lady Sally, Salvia.

## Description

### Appareil végétatif
La Sauge divinatoire est une plante herbacée à tige carrée et creuse,.

### Appareil reproducteur
Les fleurs blanches sont ornées d’un calice pourpre et couronnées d’un stigmate blanc,.

## Botanique
C'est Jean Bassett Johnston qui a répertorié en botanique pour la première fois cette espèce en 1939 lors d'une étude sur les rituels consacrés aux champignons à psilocybine chez les Indiens mazatèques. Elle a été trouvée dans les ravines humides de la province d'Oaxaca au Mexique même si son origine reste inconnue. En effet, il semble que ces spécimens ne proviennent que de plantations des chamans locaux.

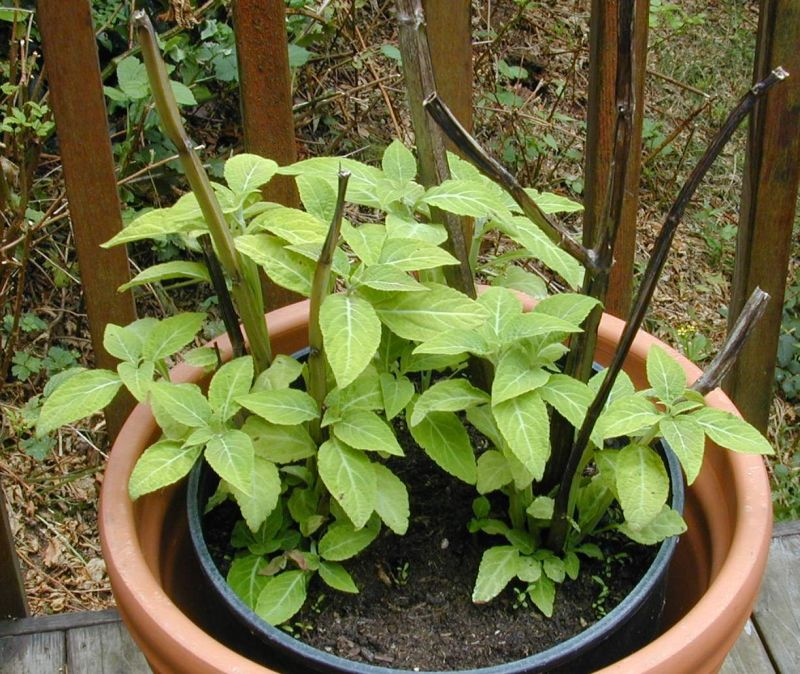
Plant de Salvia divinorum.

Salvia divinorum est une plante vivace semi-tropicale. Elle a des grandes feuilles vertes, des tiges carrées creuses et des fleurs blanches ornées d'un calice pourpre et couronnées d'un stigmate blanc. La plante développe une tige florale atteignant assez aisément un mètre de hauteur. La sauge des devins pousse dans les forêts tropicales de la région mazatèque de la Sierra Madre orientale de la province d'Oaxaca, à une altitude de 300 à 1 800 m. Peu répandue à l'origine, il semble qu'elle soit l'un des psychotropes les plus rares à l'état sauvage.
À la différence des autres espèces de Salvia, Salvia divinorum produit des graines qui germent rarement. Il n'y a aucune inhibition de tube pollen actif dans le style, mais un élément semble bloquer le processus du pollen pour atteindre l’ovaire. Cette stérilité partielle suggèrerait une origine hybride, mais, à ce jour, aucune espèce n’a été reconnue comme parente éventuelle.
Aujourd'hui, la plante est uniquement propagée par boutures ou marcottage. Même si des spécimens isolés de Salvia divinorum existent, l’hypothèse que l'espèce soit un cultigène semble plausible. Tous les spécimens connus sont des clones d’un petit nombre de plantes accumulées, dont les plus courantes sont :
- la souche Wasson/Hofmann, qui a été obtenue auprès d’un chamane mazatèque à Oaxaca en 1962 ;
- la souche Blosser (Palatable) obtenue aux alentours de 1980. Cette dernière est connue pour être moins amère que la souche Wasson/Hofmann.

## Culture

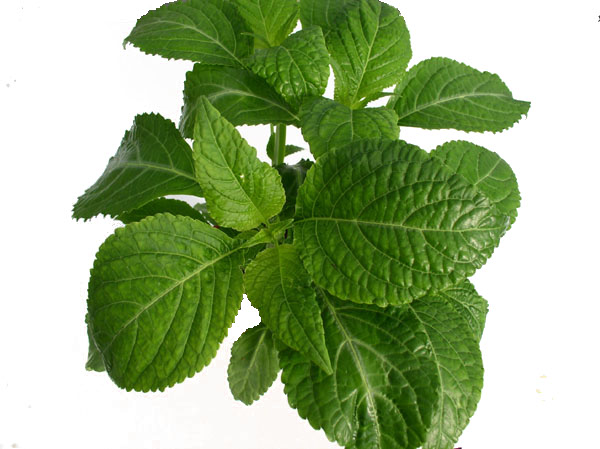
jeune plant de Salvia divinorum.

Cette espèce préfère l'ombre et une atmosphère humide. Elle n'est pas résistante au gel.
Les graines suivant la floraison sont rarement viables, c'est pourquoi Salvia divinorum est généralement multipliée par bouturage. Une bouture fraîchement mise en terre sera d'autant plus sensible au niveau d'humidité. Lorsque les feuilles s'affaissent ou se ramollissent, cela signifie que le niveau d'humidité est trop faible. Il faut alors humidifier les feuilles et placer la plante, dans la mesure du possible, sous une serre.
Une serre artisanale peut être faite en mettant la plante sous une bouteille en plastique coupée en deux, si les dimensions le permettent. Il est également possible d'entourer la plante de piquets et d'enrouler du film plastique autour et au-dessus. Le sol doit être gardé humide mais bien drainé afin que les racines ne pourrissent pas. Pour cela, il est possible d'ajouter du gravier dans le terreau ainsi qu'au fond du pot pour éviter que l'eau ne stagne. Salvia divinorum a besoin de peu de lumière. Quelques heures de lumière indirecte par jour suffisent.
Elle peut être acclimatée à des conditions d'éclairage et d'humidité ambiante différentes, mais les changements doivent se faire progressivement. Quand la plante vient à être stressée des taches noires apparaissent. Le système racinaire de la Salvia divinorum apprécie l'espace ; augmenter la taille du pot peut accroître grandement la croissance de la plante. Enfin, il peut être donné à la plante de l'engrais classique pour plantes vertes.

## Propriétés

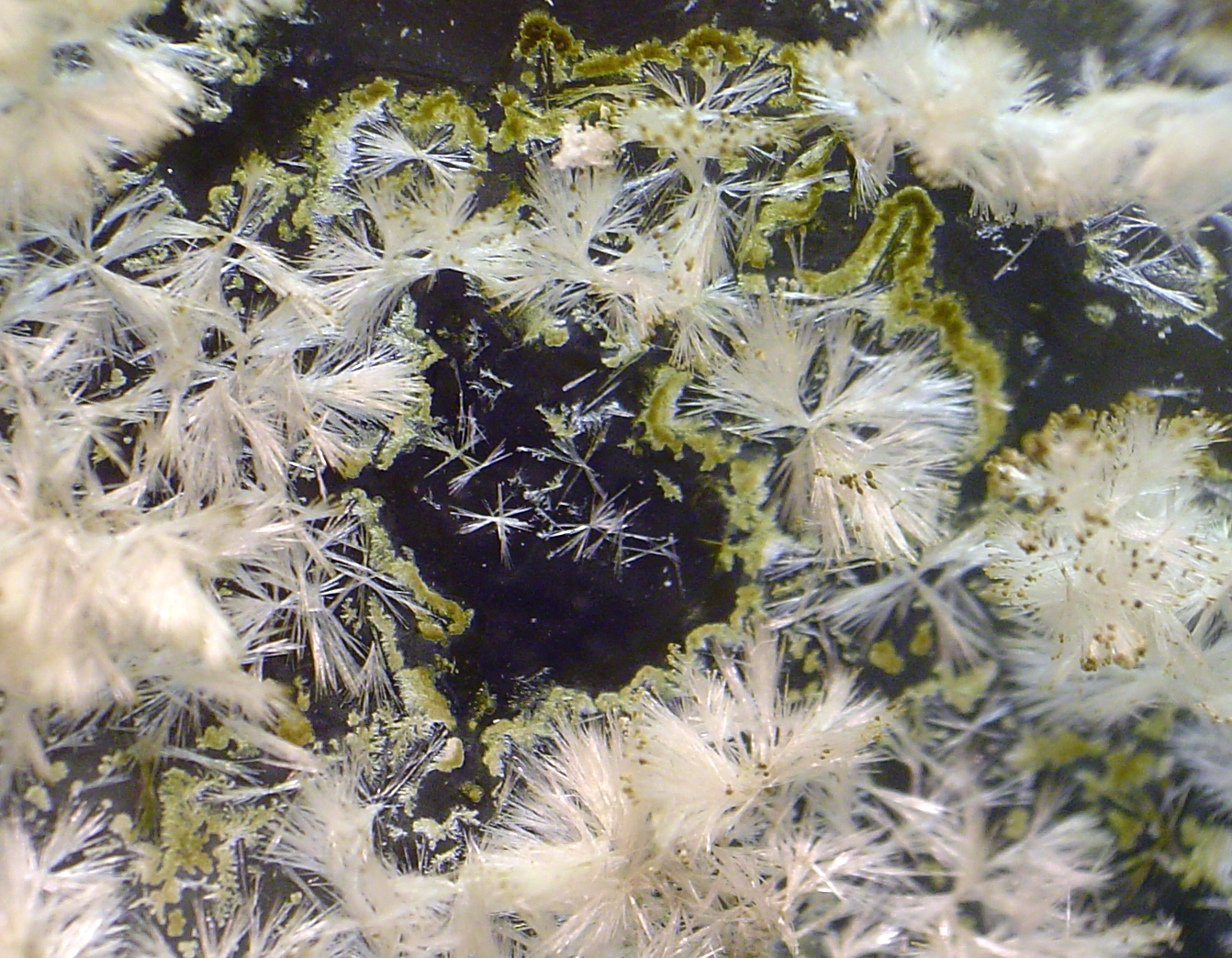
Cristaux de Salvinorine, grossis 20X.

salvinorine A.

Salvia divinorum contient des salvinorines, principalement de la salvinorine-A et de la salvinorine-B.
Elle contient également les composants parents psychoactifs suivants : salvinorine A, salvinorine F (activité inconnue), salvinorine B, salvinorine T G A, divinatorine A, divinatorine D, divinatorine E, salvinicinse A.
Seule la salvinorine-A semble être à l'origine des effets psychotropes, elle est donc couramment appelée simplement salvinorine.  C'est un diterpène de formule chimique C23H28O8. Contrairement à la plupart des composants psychoactifs connus, la salvinorine A n'est pas une amine ni un alcaloïde, ce qui signifie qu'elle ne  contient aucun groupement azoté fonctionnel. Elle n'agit pas non plus sur les récepteurs classiques (5-HT2A).
Il a été démontré que les effets de la salvinorine A sont bloqués par les antagonistes récepteurs opioïdes kappa. Ceci signifie que les effets de la Salvia divinorum peuvent être largement, sinon entièrement, imputés à l'agonisme kappa. La salvinorine A serait unique, car elle est la seule substance naturelle connue induisant un état visionnaire via ce mode d'action.

## Unpsychotropepuissant
Il est probable que Salvia divinorum soit connue et utilisée de longue date par l'homme. Wasson avance que cette plante serait le pipilzintzintli mythologique, le Prince Noble du codex aztèque. Cette théorie est encore en débat. Les Aztèques étaient très instruits dans l'identification de plantes et leurs récits décrivent le pipilzintzintli en variétés mâle et femelle, alors que Salvia divinorum est monoïque, ce qui veut dire qu'elle produit les fleurs des deux sexes sur une plante unique. À l'inverse, plusieurs éléments plaident pour une introduction récente. En effet, les noms indigènes font référence à la Vierge, ce qui supposerait un usage postérieur à la découverte de l'Amérique. De plus, les modes de consommation traditionnels sont peu efficients compte tenu du potentiel hallucinogène de la plante.[réf. nécessaire]
En 1962, Robert Gordon Wasson et Albert Hofmann en ont documenté l'usage et les effets au travers de témoignages personnels d'expédition, ce qui la fit connaître du monde occidental. Dans les années 1990, les propriétés de la plante sont popularisées au travers de l’expérience et du récit de Daniel Siebert. Son usage en France a été signalé pour la première fois en 2001.

## Potentiel thérapeutique
Les modes d'actions très particuliers et hors du commun de la Salvinorine A, intriguent beaucoup les scientifiques. Par exemple, Bruce Cohen et ses collègues d'Harvard ont étudié le potentiel de "régulateur d'humeur" lié à la Salvinorine A qui pourrait faire l'objet d'étude de traitement chez des personnes touchées par les troubles bipolaires. De plus, en activant les récepteurs opioïdes "kappa", la Salvinorine pourrait réduire la dépendance aux stimulants.
D'autres chercheurs soutiennent l'hypothèse que la Salvinorine A peut amoindrir les symptômes chez les personnes souffrant de psychoses et troubles dissociatifs.
Plusieurs études démontrent que le principe actif Salvinorine A contenu dans la Salvia divinorum, pourrait traiter la dépendance de certaines drogues. À ce sujet, Thomas Prisinzano le professeur assistant de l'Université de Lowa affirme que la salvinorine A permettrait de traiter l'addiction à la cocaïne : en donnant un libre accès à la cocaïne chez le rat, ce dernier interrompt sa consommation de cocaïne lorsqu'on lui donne un libre accès de salvinorine A en parallèle. Selon d'autres sources, la Salvia divinorum pourrait avoir un potentiel en tant que thérapie traitant la dépendance aux stimulants tels que les amphétamines, et aux opiacés,.

### Usages traditionnels
Aujourd'hui, cet usage semble n'être plus présent que chez les Mazatèques. Salvia divinorum est connue sous le nom de hierba pastora (« herbe de la bergère ») ou hierba de la Virgen (« herbe de la Vierge »). D'après la taxonomie  mazatèque, elle est apparentée à deux autres espèces de lamiaceae, Coleus blumei et Coleus pumilus. La sauge est la mère, C. pumilus est le père et C. blumei est aussi bien l'enfant que le filleul. Leurs feuilles fraîches sont mâchées et l'usage des Coleus n’est qu'un palliatif de celui de la sauge.

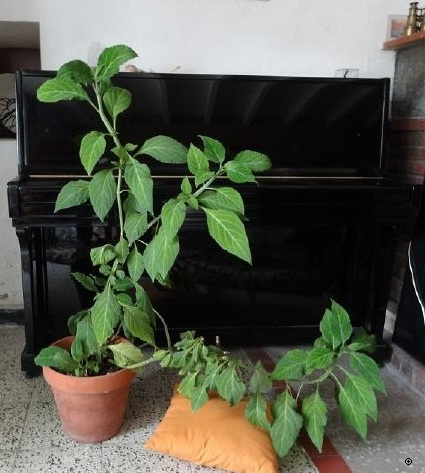
Plant de Salvia divinorum acclimaté dans un salon en Haute-Savoie.

L'emploi de la sauge des devins est en relation étroite avec les cultes mazatèques des champignons hallucinogènes. En effet, les chamanes d'Oaxaca l'utilisent lors de rituels divinatoires ou curatifs comme substituts de teonanacatl ou d'ololiuqui lorsqu'ils se font rares. Les rituels se déroulent la nuit, dans l'obscurité et le silence complet. Soit le guérisseur est seul avec son patient, soit d'autres patients et des personnes bien portantes les accompagnent. Avant de sucer et de mâcher les feuilles sans avaler la salive, le chamane les encense avec du copal et les voue aux dieux en priant. Quand il les a mâchées, les participants se couchent dans un grand silence, car le moindre bruit ou la moindre lumière perturbe fortement les visions. Étant donné les effets moindres que ceux des champignons, les rituels ne durent que 1 à 2 heures. Si les hallucinations ont été assez fortes, le chamane a pu reconnaître la cause de la maladie ou d'un autre problème. Il donne alors ses conseils au(x) patient(s) puis dissout son assemblée nocturne.
Les Mazatèques utilisent cette sauge sous la forme d'un cigare, le priem (feuilles fraîches roulées à la main). Ce cigare est sucé et mâché sans en avaler le jus, les substances actives étant absorbées par les muqueuses mais non pas par la voie digestive. La dose minimale pour un priem est de six feuilles fraîches et de huit à dix si l'on veut accentuer les effets. La réaction débute précisément après dix minutes et dure environ 45 minutes. Les feuilles séchées de Salvia divinorum peuvent également être fumées bien que cet usage soit rejeté dans l'usage traditionnel mazatèque qui privilégie la technique de la chique. Deux à trois inhalations profondes de la moitié d'une feuille peuvent avoir des effets psychotropes.

### Usages modernes
Les feuilles séchées peuvent être fumées à la pipe, mais la plupart des usagers préfèrent l'utilisation d'une pipe à eau. La température requise pour libérer la salvinorine A de la matière végétale est relativement haute (environ 240 °C). Fumer la salvia dans une cigarette ou joint est également possible, mais moins efficace.
Les feuilles séchées peuvent aussi être infusées ou reconstituées par de l'eau puis secondairement mâchées.
Il existe des préparations concentrées, l'extrait de la feuille de salvia, avec une intensité relative suggérée par des étiquettes tels que 5x, 10x, 15x, 20x et 40x (ce qui signifie que la salvinorine A extraite de 40 grammes de salvia a été utilisée pour imbiber 1 gramme de poudre de salvia), peuvent être fumés à la place des feuilles naturelles ; ceci réduirait la quantité de fumée inhalée en tenant compte du dosage accru de salvinorine, facilitant des expériences plus fortes. Une solution ("teinture") absorbée sous la langue est une autre forme de salvia préparée.
La méthode mazatèque traditionnelle peut également être employée. Néanmoins, la salvinorine A est mieux absorbée par la muqueuse buccale que par le système gastro-intestinal. Ainsi, la chique de feuilles doit être conservée le plus longtemps possible afin de faciliter l'absorption des constituants actifs au travers de la paroi muqueuse, de plus, le goût amer et persistant est très désagréable.
Des études réalisées par la MAPS (Multidisciplinary Association for Psychedelic Studies) montrent que de faibles doses de salvinorine A facilitent la pratique de la méditation et en augmentent les bénéfices (Chambon.O, "La médecine psychédélique-le pouvoir thérapeutique des hallucinogènes", Éditions Les Arènes, 2009).

### Effets
De nombreux usagers[Qui ?] avancent que fumer des feuilles séchées de salvia produirait des effets très légers ou ordinaires. Cette idée erronée tient au fait qu'une certaine quantité de feuilles doit être fumée pour entraîner des effets psychoactifs, ou alors que la température de combustion lors de l'expérience n'est pas assez élevée pour faire évaporer la salvinorine A (étant donné que la vaporisation se produit à de hautes températures). Les effets varient beaucoup selon les doses et les individus.
Lorsque Salvia divinorum est fumée, les effets principaux sont rapidement sensibles. Le « sommet » le plus intense est atteint aux alentours d'une minute et dure environ cinq minutes, suivi d'un retour graduel à la réalité. À 10 minutes, des effets typiques moins intenses mais toujours perceptibles persistent, laissant toutefois la priorité à un retour de la perception ordinaire qui se construit jusqu'au point initial, aux alentours de 20 minutes.
Mâcher les feuilles provoque une apparition plus tardive des effets, en 10 à 15 minutes. La durée de l'expérience, moins intense, est approximativement de 40 à 50 minutes.
Dans l'usage du jus selon la méthode traditionnelle, les effets apparaissent environ 20 minutes après l'ingestion.
À faibles doses, l'usager peut faire l'expérience de rires spontanés, bégaiements, effets visuels stroboscopiques ou un sens accru de la couleur ou texture.
Les doses intermédiaires ressembleraient à une distorsion du temps et des hallucinations visuelles (motifs fractals, formes geométriques) deviennent de plus en plus sensibles. Des sensations tombantes, similaires mais plus prononcées à ce qui est occasionnellement ressenti au début du sommeil sont aussi décrites.
À doses élevées, les effets sont plus nombreux et puissants. Ceux-ci peuvent éventuellement inclure une expérience de décorporation, une perception de distorsion dimensionnelle, des vertiges, des sensations d'ouïe saturée, sensations de vent ou pression physique, dissolution de l'ego, dissociation ou perte de la parole, expérience de réalités alternatives.
Les effets de Salvia divinorum sont souvent décrits par erreur comme ceux du LSD, par des personnes n’ayant jamais consommé la substance, notamment politiciens et journalistes. Les usagers au contraire, décrivent ses effets comme uniques à la substance (38,4 %), ou comme similaires à la méditation, au yoga ou une transe (23,2 %) ; seulement 17,7 % d’usagers trouvent une ressemblance aux autres psychoactifs sérotoninérgiques (mescaline, psilocybine, LSD, etc.).

### Expérience
Les expériences psychédéliques, indissociables par définition d'une altération de la perception, sont nécessairement assez subjectives. Les variations individuelles dans les récits des effets sont possibles. Cependant, sur la base d'un grand nombre de témoignages sur Internet, certaines tendances générales peuvent être signalées.
La plupart des personnes trouvent que les effets de la salvinorine ne favorisent pas la sociabilité. Beaucoup d’usagers expérimentés confirment que la Salvia divinorum n’est pas une drogue festive. La réponse individuelle à des stimuli externes peut être une expérience troublante. L’expérience peut également être dépaysante et de type dissociatif. Se lever ou se déplacer avec un système moteur inhibé peut devenir pénible.
Certains décrivent les effets selon une échelle à six niveaux : S-A-L-V-I-A

S : pour « effet subtil » : c'est la première phase du voyage réalisant un état de relaxation avec des effets légers comparés à ceux produits par de faibles doses de marijuana, 

A : pour « perception altérée » : phase de modification des processus de pensées durant laquelle on décrit une appréciation renforcée de la musique avec modification discrète de l'espace.

L : pour « léger état visionnaire » : effets psychédéliques, perception d'images les yeux fermés, souvent bidimensionnelles. Il s'agit d'un état proche de l'hypnose mais avec maintien d'une perception intacte de la réalité, 

V : pour « état visuel » : les yeux fermés, le sujet entre dans un état de rêve, amorce un voyage à travers le monde et les âges avec des images tridimensionnelles, des changements de lieux et d'époque. C'est l'état du tapis volant. L'état de conscience reste encore lucide.

I : pour « identité altérée » : il y a perte d'identité personnelle avec expériences mystiques et fusion avec d'autres objets ou avec l'univers, 

A : pour « anesthésie » : cet état s'observe lors de la consommation de fortes doses de la substance. C'est la perte de conscience durant plusieurs minutes avec possibilité de somnambulisme et passage à l'acte. Une amnésie secondaire est observée.

### Conséquences à court terme

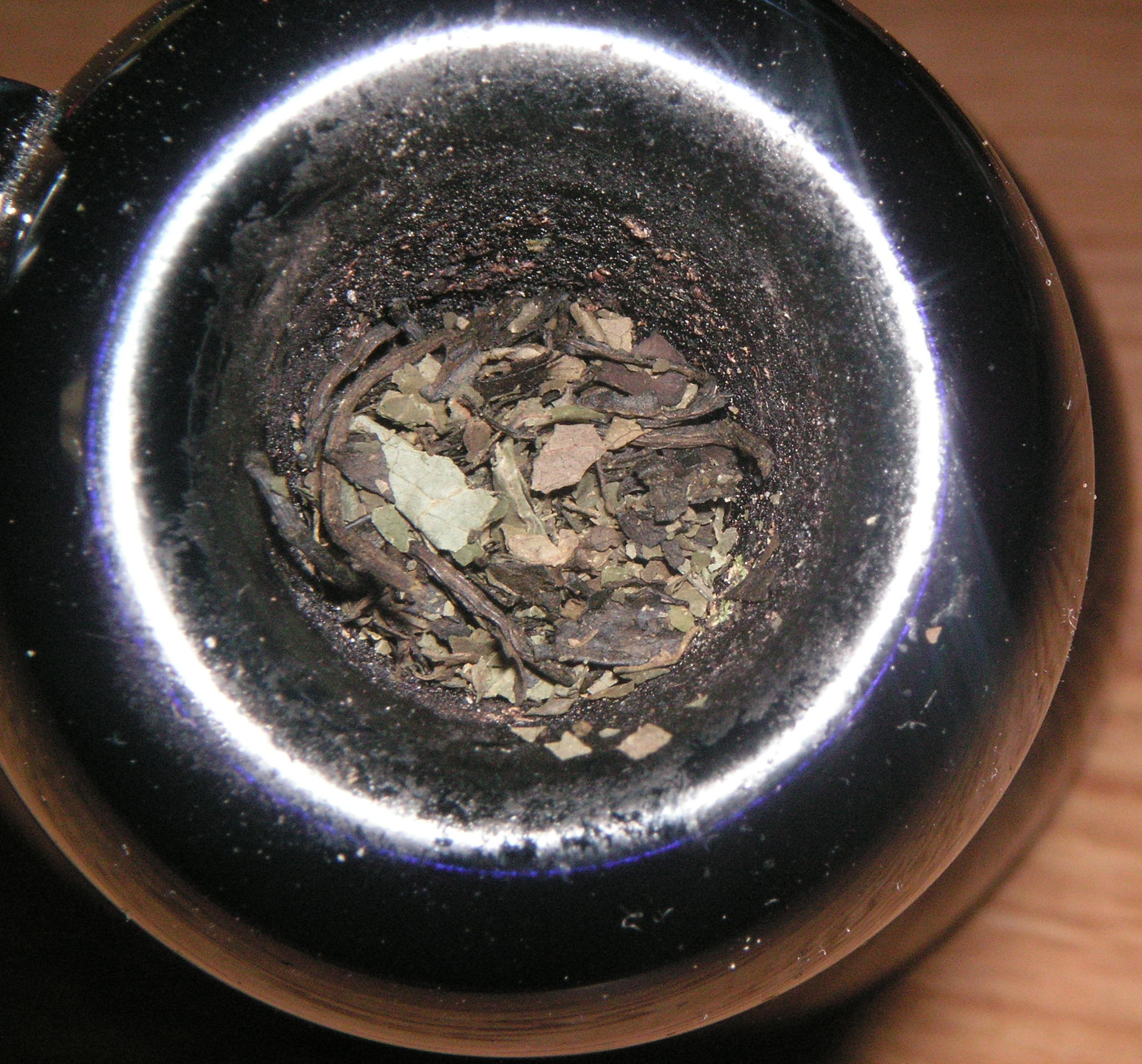
Un extrait de Salvia 20x prêt pour l'inhalation.

Après le retour de la conscience de soi et de l'environnement immédiat, des effets persistants peuvent être ressentis. Ces effets à court terme ont un caractère complètement différent de l’expérience principale. Environ une moitié des usagers rapportent des lueurs agréables ou une disposition d'esprit agréable suivant la prise. Des chercheurs (Baggot) de l’Université de San Francisco ont fait une étude avec 500 usagers qui reconnaissent avoir ressenti parfois ou souvent les effets suivants ( >20 % occurrence) persistant après l’effet principal :
- Perspicacité accrue : 47 %
- Meilleure humeur : 44,8 %
- Sérénité : 42,2 %
- Connexion avec l’univers ou nature accrue : 39,8 %
- Pensées étranges : 36,4 %
- Sensation d'irréalité : 32,4 %
- Sensation de flottement : 32 %
- Sudation : 28,2 %
- Sensation de chaud ou de froid : 25,2 %
- Pensée emballée : 23,2 %
- Étourdissement : 22,2 %
- Confiance en soi accrue : 21,6 %

Certaines personnes rapportent un léger mal de tête, une insomnie ou une irritabilité. La fumée peut également irriter les bronches.

### Conséquences à long terme

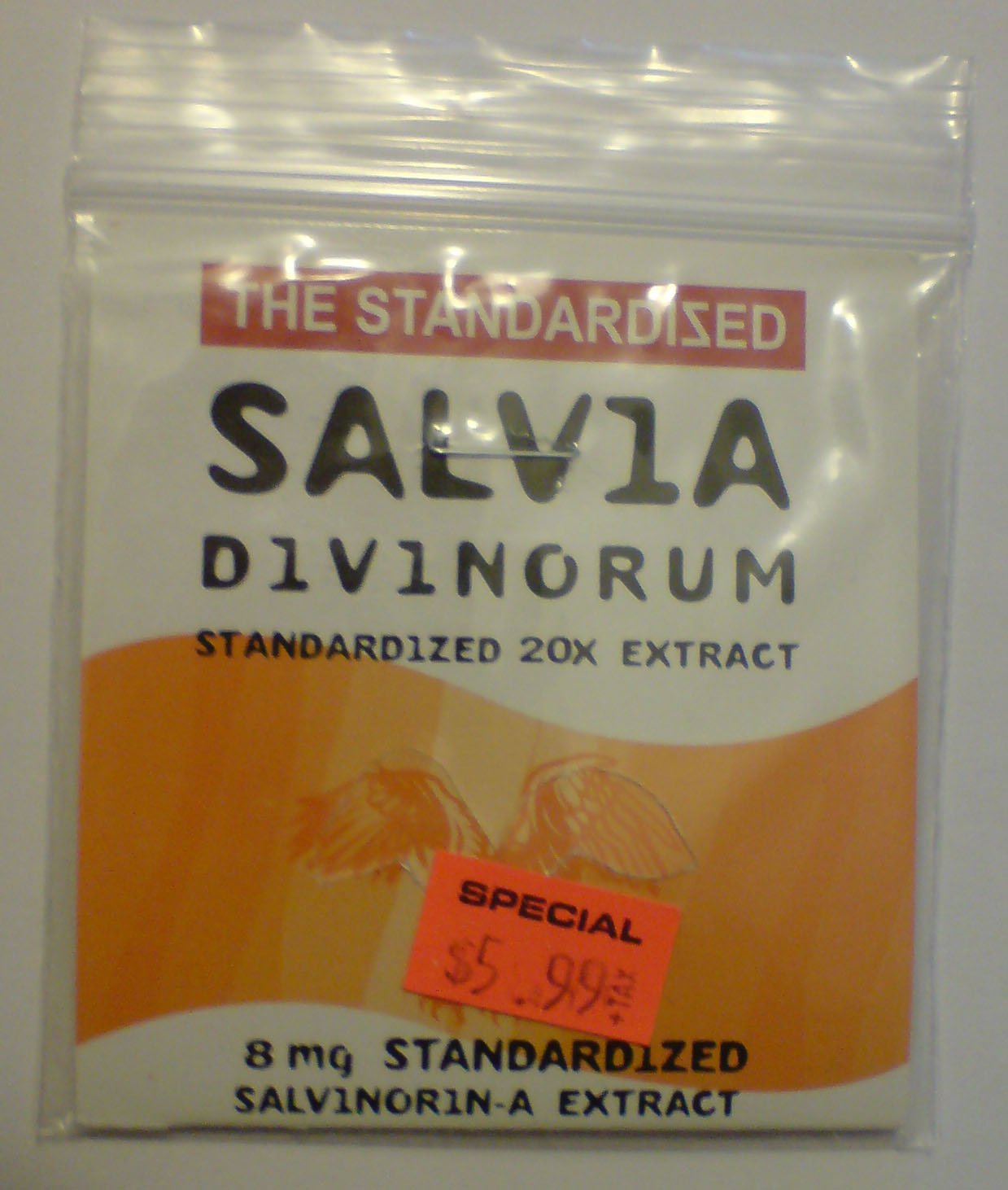
sachet de Salvia divinorum commercialisé aux États-Unis.

Le résultat du sondage de Baggot affirme que 25,8 % des sondés notent une amélioration de l'humeur, similaire à un antidépresseur, d’une durée de 24 heures ou plus. Ce résultat, qui n'est pas une preuve, est toutefois en concordance (en plus des récits anecdotiques), avec les propriétés connues sur les agonistes k-Opioïde et constats de cliniciens.
La Salvia pourrait avoir un potentiel en tant que thérapie,  traitant la dépendance aux stimulants dangereux (ex. amphétamines) et opiacés.
La plupart des usagers ne signalent pas d’effets secondaires le jour suivant. La toxicité de la Salvia divinorum est faible, d’après les recherches de l’Université du Nebraska. Certaines enquêtes médiatiques ont soulevé des inquiétudes sur les possibilités d'analepse, mais elles ne sont pas démontrées.
Salvia divinorum n’est pas considérée comme une substance qui rend dépendant. Il est parfois question de « tolérance inversée » : le consommateur à besoin de moins en moins de quantité pour sentir l'effet de la substance. Les résultats du sondage Baggot, qui a utilisé le diagnostic psychiatrique standard de dépendance aux drogues, indiquent un potentiel de dépendance presque inexistant. Les effets à long terme sont méconnus mais aucun trait néfaste n'a été observé pour l'instant.

## Statut légal
L'Australie a été la première à interdire Salvia divinorum en 1992. En Suisse, elle est interdite depuis le 1er mai 2010. En France, un arrêté du 2 août 2010 a classé la Salvia divinorum et la salvinorine A sur la liste I des substances vénéneuses (au même titre que l'Amanite phalloïde et la Datura ce qui a consterné les utilisateurs passionnés), mais la vente, l'usage et l'importation de vénéneux en liste I et II sont pénalement punis depuis février 2014 (Article L5432-2 du code de la santé publique). En Belgique, Salvia divinorum est illégale depuis 2006. L'importation de Salvia divinorum est interdite au Danemark depuis août 2003, en Espagne depuis mai 2004 (uniquement le commerce), en Italie et en Corée du Sud depuis janvier 2005. L'importation en Norvège (depuis 2002), en Islande, en Finlande (août 2002) ainsi qu'en Estonie (depuis avril 2005) nécessite une prescription médicale. Au Canada, la salvia correspond présentement à la définition d'un produit de santé naturel que donne le Règlement sur les produits de santé naturels. Cependant, conformément à la loi sur les aliments et drogues, Santé Canada peut prendre des mesures coercitives à l'égard de quiconque vend des produits de santé naturels non homologués contenant de la salvia ou son principal ingrédient actif, la salvinorine A.
Enfin, Salvia divinorum est contrôlée dans les États américains suivants : Delaware, Louisiane, Missouri, Tennessee. Depuis les récentes vidéos mettant en scène des utilisateurs de salvia, sur des sites comme youtube, certains sénateurs américains ont entamé ou déjà achevés des projets de loi concernant l'interdiction de vendre, posséder, ou cultiver de la Salvia divinorum. Cette interdiction semblerait à l'heure actuelle se généraliser.[pas clair]

## Culture populaire
Dans la série Les rivières pourpres (épisode 1-2, saison 2 : "Innocentes"), la sauge des devins est un élément-clé de l'intrigue.